# ボロボロのエルフさんを幸せにする薬売りさん
『ボロボロのエルフさんを幸せにする薬売りさん』（ボロボロのエルフさんをしあわせにするくすりうりさん）は、ぎばちゃんによる日本の漫画およびそれを原作とするライトノベル。
奴隷として悪党に攫われ、悪い金持ちによって心身ともにボロボロになって捨てられたエルフを、薬売りがどうにかして治そうとする物語。

## 沿革
2021年3月にイラストレーターのぎばちゃん、『なんやかんやで今は幸せな元奴隷のエルフ』というタイトルでイラストをSNSに投稿した。その後、イラストを基にした前日譚にあたるような連作が、2021年9月よりWEB漫画として複数の非商業媒体で不定期連載された。そのひとつの漫画投稿サイトであるジャンプルーキー!（集英社）では2023年12月時点で100万PVを達成した。連載していた媒体の他に、Kindleで電子の単行本化も個人によりで行われていたが、集英社から商業化されフルカラー版の電子書籍が2023年12月19日より発売されている。
2023年11月11日にはダッシュエックス文庫（集英社）より小説として書籍化。執筆は小説家の綾坂キョウが、監修・表紙や挿絵の描きおろしはぎばちゃんが担当する事となる。連載版完結までを軸として漫画で描写できなかった場面やリズレ視点での物語などを加えて再構築されている。さらに2024年12月25日に小説の2巻が発売。薬売りとリズレが結ばれ、新たな命を授かるまでの間を埋める一幕を書いたオリジナルストーリーが展開された。
2025年3月7日には上述の小説版を原作として、細川真義の作画によるコミカライズが水曜日はまったりダッシュエックスコミック（集英社）にて連載開始された。

## 登場人物
リズレ
声 - 本渡楓（小説版発売記念PV）
元奴隷のエルフ。幼少期に攫われ、前の主人から非情な虐待を受け、心身共に酷い傷を負っている。その後は捨てられる形で質屋に売り払われた所を薬売りと出会う。
心も深く傷つけられていたため、話すどころか殆ど無反応の状態で会話が出来なかった。後に精神面は多少回復し会話もできるようになったが、記憶喪失にもなっているため本名など素性は不明。それでも治療を決意している薬売りから、復活を込められた渾名「リズレ」を与えられた。
薬売り
静かな村で小さな薬屋を営んでいる男性。年齢や本名は不明。薬剤だけでなく、文献を基に歯医者などの知識・技能を発揮するといった優秀な腕をもつ。そして善良な精神も併せて、自分の医術を駆使し、リズレを回復させようと懸命な治療を行う。物語が進むにつれ、高度な戦闘（狩猟）技術を有することが明らかとなり、あくまで一時的な患者と医者の関係としてリズレとは一線を引くなど、ただの薬売りではない一面を見せる。
アネ
薬売りの集落の馴染みである女性。薬売りを信頼し、神経毒を盛られたリズレの特効薬を作る素材を探すために家を空けた時に看病と様子見を快諾した。夫は劇中未登場で、リズレも彼女を未亡人と思っていたらしく、「薬売りとお付き合いしているのでは？」と勘違いしたこともあったが、仕事で長期間留守にしているだけでちゃんと健在である。
モネ
アネの娘。薬売りの事を信頼している他、患者であるリズレに花冠をプレゼントしていた（モネからすれば「薬売りのお嫁さん」のようだ）。そのリズレが神経毒を盛られた時はアネと一緒に看病をしていた。
アダムスカ
肉体の研究のために「デミ・リッチ」という魔族になった元人間で、"不死の闇医者（しなずのもぐり）”の異名を持つ。通称アダム。体は少女だが、元は男性。薬売りとは彼が幼いころ、知り合いの魔族に保護された頃からの付き合い。その時、彼の目を見て何かを感じ取っている。彼を「黒スケ」と呼ぶ。
ゴーシュ
アダムの従者。顔にツギハギのある巨漢。
魔族の男
薬売りの回想に登場する魔族の男性。天涯孤独で飢えに苦しんでいた少年（後の薬売り）を助けた。アダムとは古い馴染みの模様。
マドリリ
ドワーフ領の工業都市「ヴォルスティン」に住むドワーフの鍛造師。女性。
薬売りとは古い知り合い。回復してきたリズレの義肢を作るために薬売りは彼女の元を訪ねたのだが、大のエルフ嫌いであるため初めは断る。しかし、一緒に来たリズレの素直な人柄に触れたことで反省し、彼女の義肢を作る。
イドリア
突然、薬売りの工房を襲撃してきたエルフの女性。その正体はリズレことルミレア・シェラ・アゥスプルスの実妹。リズレが良かれと思って自分の持つ力を込めて作った「歌唱石」の存在を知り、イルダ人（人間）に秘術を売り渡した咎人がいると探っていたところ、姉と再会。姉が記憶を失っていることにショックを受けながらも、故意でないとはいえ秘術を外に出してしまったことで裁定を受けなければいけないリズレと、彼女の弁護を買って出た薬売りを止むを得ず里に連行する。
ラドミア
リズレ（ルミレア）の実母。夫であるベルディスとはすでに死別している。エルフであるため見た目は非常に若い。里でルミレアと再会し、彼女の体の状態から何かを察し、あるものを渡そうとする。一度は刑務局に阻まれてしまうが、最終的にそのあるもの＝ベルディスの形見でもあるエルフの体内結晶を託す。この結晶はリズレを完治させるための秘薬「ハイポーション」の材料であり、見事彼女の体を治すことができた。
シャクナ
エルフの警兵長でイドリアの上司。厳格な性格で、里に連行されたリズレと薬売りに問答無用で死刑を言い渡し拘束する。しかし、程なくして自分とエルフに恨みを持つイルダ人に里が襲撃され（本人の独白から、昔イルダ人の村を焼き討ちしたことがあり、襲撃者はその生き残りだった模様）、殺されそうになるが九死に一生を得る。その後はリズレと薬売りに恩赦を与え、自分の過去の行いを悔い、贖罪の日々を送っている。

## 書誌情報

### 小説
- ぎばちゃん（原作・イラスト）・綾坂キョウ（小説）、集英社〈ダッシュエックス文庫〉、全2巻
  - 『ボロボロのエルフさんを幸せにする薬売りさん』 2023年12月22日発売[8]、ISBN 978-4-08-631535-7
  - 『ボロボロのエルフさんを幸せにする薬売りさん 2』 2024年12月25日発売[9]、ISBN 978-4-08-631580-7

### 漫画
- ぎばちゃん・綾坂キョウ（原作）、細川真義（漫画） 『ボロボロのエルフさんを幸せにする薬売りさん』、集英社〈ヤングジャンプコミックス〉、既刊1巻
  1. 2025年8月19日発売[10]、ISBN 978-4-08-893773-1